# Pi Hydrae
Pi Hydrae (π Hya) – gwiazda w gwiazdozbiorze Hydry. Jest odległa od Słońca o około 101 lat świetlnych.

## Charakterystyka
Gwiazda znajduje się w końcowej części „ogona” Hydry, daleko od jasnego Alpharda.
Jest to olbrzym należący do typu widmowego K. Gwiazda ta ma temperaturę 4660 K, niższą niż temperatura fotosfery Słońca. Świeci 98 razy jaśniej niż Słońce (dużą część wypromieniowuje w podczerwieni), ma 15 razy większy promień i 2,5 raza większą masę. Jej obrót dookoła osi zajmuje przypuszczalnie około roku, przy czym pomiary dają rozbieżne wartości. Pi Hydrae zaczęła życie jako błękitna gwiazda typu widmowego B9 750–600 milionów lat temu; obecnie w jej jądrze trwa synteza helu w węgiel i tlen, która może się zaczynać lub już być bliska końca (gwiazdy w tych stadiach ewolucji wyglądają podobnie). Zanim zakończy życie, gwiazda ta zmieni się w jeszcze większego olbrzyma. Jej metaliczność jest nieco niższa od słonecznej, co wraz z dużym ruchem własnym (ponad dwukrotnie szybszym niż lokalna średnia) wskazuje, że gwiazda pochodzi z innego obszaru Galaktyki.